# Эльвира Мадиган
Эльвира Мадиган (дат. Elvira Madigan, настоящее имя Хедвига Антуанетта Изабелла Элеонора Йенсен, Hedvig Antoinette Isabella Eleonore Jensen; 4 декабря 1867, Фленсбург — 19 июля 1889, Тосинге, Южная Дания) — датская артистка цирка, акробатка
. Застрелена шведским лейтенантом, графом Сикстен Спарре (27 сентября 1854, Мальмё — 19 июля 1889), который затем застрелился. Правдивость красивой истории о недостижимой любви, приведшей к смерти возлюбленных, в настоящее время является предметом дискуссии.

## История
Родилась в семье штальмейстера Фредерика Йенсена и уроженки Финляндии, цирковой артистки Элеоноры Ольсен (Лауры Мадиган). С 1870 года мать Эльвиры живёт с наездником-американцем Джоном Мадиганом. Вместе они разъезжают в составе цирковой труппы по Скандинавии с гастролями. Первое выступление маленькой Эльвиры Мадиган на сцене (также как наездницы) состоялось в 1872 году в копенгагенском Тиволи. Позднее она выступает в паре с приёмной дочерью Джона Мадигана — как «Сёстры Эльвира и Гизела Мадиган». Выступления девочек пользовались в Дании большим успехом; в 1886 году в Копенгагене они были награждены королём Кристианом IX золотым крестом. В этом же году их цирк весьма успешно гастролировал в Париже, Лондоне, Берлине, Брюсселе, Амстердаме и Одессе.
В 1888 году, во время выступлений цирка в Кристианстаде, номер Э.Мадиган увидел шведский драгунский офицер, происходивший из старинного аристократического рода, Сикстен Спарре. Он влюбился в девушку. Между парой начался обмен письмами, однако брак с Эльвирой для Спарре был невозможен. Кроме непреодолимых классовых различий между влюблёнными, препятствием служило и то, что С.Спарре был женат — хоть и несчастлив в браке — и имел двоих детей. К тому же цирк «Мадиган» не желал терять Эльвиру, чьи выступления были его главным аттракционом, как и старался избегать любых скандалов вокруг неё. Поэтому переписка между Спарре и Эльвирой происходила втайне.
В мае 1889 года, во время гастролей цирка в Швеции, Эльвира и Сикстен осуществили своё запланированное в письмах и давно задуманное бегство от общества. Со стороны Спарре, как офицера, это равнялось дезертирству из армии. Через Стокгольм эта пара выехала в Данию и поселилась в небольшом отеле городка Свендборг. Здесь они выдавали себя за молодожёнов, совершающих поездку в свой медовый месяц. Вскоре, однако, хозяева гостиницы обратили внимание на то, что обручальное кольцо носит только мужчина, а также на поразительное сходство его супруги с известной циркачкой, о загадочном исчезновении которой недавно сообщали газеты. 
У пары кончились деньги. Получив крупный счёт за гостиницу, Эльвира и Сикстен 15 июля 1889 года сбегают на маленький островок Тосинге в Балтийском море, где ищут жильё у мадам Андерсен. Три дня они делят комнаты с её невесткой Фридой Андерсен и питаются вместе с мадам Андерсен. 18 июля 1889 года, около 10 часов утра, Эльвира и Сикстен, в весёлом, приподнятом расположении духа и с большой корзиной, снаряжённой для пикника, которую попросили у мадам Андерсен, покидают своё жильё и направляются в лесистую полосу на севере острова (Нёрресков, Nørreskov — Северный лес). Здесь С. Спарре застрелил из своего служебного револьвера сперва Эльвиру, а затем и себя.
27 июля 1889 года Спарре и Мадиган, при большом собрании общественности, были похоронены на островном кладбище в Ландет. Об этой трагической любви много сообщалось в прессе — особенно в связи с незадолго перед этим случившейся подобной трагедией: в январе 1889 года наследник австро-венгерского престола Рудольф и его возлюбленная, баронесса Мария фон Вечера покончили с собой в замке Майерлинг.
Могила Э. Мадиган стала местом паломничества туристов и влюблённых. На острове стало традицией, что после венчания в местной церкви в Ландете невесты приходят к её могиле, чтобы возложить на неё свой свадебный венок.

## След в литературе
Шведский поэт Йохан Линдстрём Саксон (1859—1935) написал балладу «Visan om den sköna konstberiderskan Elvira Madigans kärlek och grymma död (В память о любви и трагической смерти прекрасной наездницы Эльвиры Мадиган)» и с подзаголовком «Sorgerliga saker hända (Печальные вещи происходят)».

## Фильмография
История любви и смерти Эльвиры Мадиган нашла своё отражение в трёх кинофильмах:
- «Эльвира Мадиган[вд]» — шведский фильм 1943 года, режиссёр Оке Оберг[англ.], в главной роли Ева Хеннинг[англ.], с Оке Оберг в роли «графа Кристиана»(имя Сикстена Спарре под нажимом семьи Спарре в фильме не упоминалось).
- «Эльвира Мадиган[вд]» — датский фильм 1967 года, режиссёр Поль Эрик Мёллер Педерсен[вд].
- «Эльвира Мадиган» — шведский фильм 1967 года, режиссёр Бу Видерберг, с Пиа Дегермарк в роли Эльвиры Мадиган и Томми Берггреном в роли Сикстена Спарре. Этот фильм был удостоен премии «лучшей исполнительницы главной роли» на Каннском кинофестивале (1967), а также дважды номинирован на премию «Золотой глобус» Голливудской ассоциации кинокритиков в номинациях «лучший иностранный фильм» и «лучший дебют актрисы» (1968).

## Прочее
- Произведение Моцарта Piano concerto No. 21 in C-Dur (K.467) ошибочно стали называть «Посвящение Эльвире Мадиган» после того, как режиссёр Бу Видерберг использовал музыку композитора в своём фильме «Эльвира Мадиган». В действительности Моцарт умер за 76 лет до рождения девочки и потому не мог знать о ней.
- В 1989 году в шведском городе Сьобё открыт цирк Circus Madigan.
- В 1995 году основана шведская рок-группа Elvira Madigan.